# Jeremy Thorpe
Jeremy Thorpe (Surrey, 29 de abril de 1929 — Londres, 4 de dezembro de 2014) foi um advogado e político britânico, que serviu como Membro do Parlamento de 1959 a 1979 pelo condado de North Devon. Foi líder do Partido Liberal entre 1967 e 1976.
Em maio de 1979, foi julgado na corte de Old Bailey pela tentativa de assassinato de um ex-namorado, o modelo Norman Scott, que estaria chantageando o político para não tornar pública a relação que eles mantiveram no passado. Thorpe foi inocentado, mas a revelação de sua homossexualidade, assim como a cobertura sensacionalista do caso pela imprensa, colocaram um fim a sua carreira política.
Apesar de sua absolvição, Thorpe acabou sendo banido da vida pública. A partir de meados dos anos 1980, tornou-se inválido devido ao mal de Parkinson. Após uma longa aposentadoria, recuperou o prestígio dentro de seu partido e, à época de sua morte, era admirado por uma nova geração de líderes, que admiravam sua reputação como internacionalista, defensor dos direitos humanos e opositor do apartheid. 
Os membros gays do partido, no entanto, tinham uma posição ambígua em relação ao político, pois por mais que houvesse sido vítima de homofobia, ele se recusava a discutir sua sexualidade em público, tendo permanecido no armário e casado com a pianista Marion Stein (com quem havia se unido seis anos antes do escândalo eclodir) até sua morte.
Sua história é retratada na primeira temporada da premiada série antológica da BBC One A Very English Scandal, onde foi interpretado por Hugh Grant.